# Condado de Brazos
O Condado de Brazos é um dos 254 condados do estado norte-americano do Texas. A sede do condado é Bryan, e sua maior cidade é Bryan.
O condado possui uma área de 1 529 km² (dos quais 12 km² estão cobertos por água), uma população de 152 415 habitantes, e uma densidade populacional de 100 hab/km² (segundo o censo nacional de 2000).
O condado foi criado em 1841.